# Apenesia kelsiela
Apenesia kelsiela (лат. ) — вид ос-бетилид рода Apenesia из подсемейства Pristocerinae  (Chrysidoidea, Hymenoptera). Южная Америка.

## Распространение
Южная Америка (Бразилия, Тринидад-и-Тобаго).

## Описание
Мелкие осы-бетилиды. Длина тела около 2,7 мм. Длина переднего крыла самцов 2,5 мм. 
Тело красновато-коричневое; усики, клипеус, жвалы и ноги коричневые; крылья гиалиновые. Жвалы с 1 апикальным зубцом. 
Голова шире, чем мезосома. Усики 12-члениковые. Нижнечелюстные щупики 4-члениковые, а нижнегубные состоят из 3 сегментов.
Вид был впервые описан в 2020 году бразильскими гименоптерологами Isabel D.C.C. Alencar (Instituto Federal de Educação, Ciência e Tecnologia do Espírito Santo, Витория, Эспириту-Санту, Бразилия) и Celso O. Azevedo (Universidade Federal do Espírito Santo, Departamento de Biologia, Эспириту-Санту, Бразилия).